# SIED Côte Basque Sud
Le SIED (Syndicat intercommunal pour l’Élimination des Déchets) Côte Basque Sud est un établissement public de coopération intercommunale de type syndicat mixte sans fiscalité propre ayant pour compétence la collecte des déchets ménagers et du tri sélectif dans cinq communes des Pyrénées-Atlantiques. 
Le syndicat a été créé en 2003 et dissous en 2016.

## Historique
Le syndicat a été créé en 2003, auparavant la collecte des déchets était assuré par les communes directement.
Pour 2013, le préfet des Pyrénées-Atlantiques a décidé de dissoudre les syndicats Bizi Garbia et SIED Côte Basque, dans le cadre du schéma départemental de coopération intercommunale, confiant la collecte aux communautés de communes et le traitement au syndicat Bil Ta Garbi,. Le projet est d'abord en attente d'une décision commune de la nouvelle communauté d'agglomération, qui a lancé un audit, et de l'État.
Le syndicat a été dissous le 31 décembre 2016, à la suite de la création de la communauté d'agglomération du Pays Basque. La collecte est assurée par la communauté d'agglomération et le traitement par Bil Ta Garbi[réf. nécessaire].

## Fonctionnement
Le syndicat assure la collecte des déchets ménagers ainsi que du tri sélectif sur cinq communes de la Côte Basque, à savoir Ascain, Biriatou, Ciboure, Guéthary et Urrugne, ces cinq communes faisant partie de l'Agglomération Sud Pays basque. Le traitement quant à lui est assuré par le syndicat Bil Ta Garbi.
La collecte des déchets recyclable est assurée en poches jaunes transparentes pour le plastique, le papier, carton et métal, le verre étant assuré en point d'apport volontaire.

## Équipements
- Trois déchèteries à Ascain, Guéthary et Urrugne[6] ;
- Sept bennes à ordures ménagères ;
- 34 personnes travaillent à plein temps dans le syndicat[7] ;
- un centre de transfert des déchets, centre administratif et garage des véhicules à Urrugne.